# لولك وبولك
لولك وبولك (بالبولونية: Bolek i Lolek) أما اسم السلسلة بالإنكليزية فهو Jym & Jam سلسة أفلام كارتونية متحركة من بولونيا حققت شهرة كبيرة في العالم العربي وكذلك في كتلة البلدان الاشتراكية السابقة. ظهرت السلسلة للمرة الأولى في عام 1962 بواسطة كل من فالديسلاف نيهربكي Leszek Lorek Alfred Ledwigوليسك لورك آلفرد لدفيغ (1929–2006) Władyslaw Nehrebecki. حققت شهرة كبيرة في العراق وكان الأطفال يطلقون عليهما «الاثنين» أو الأخوة الاثنين.